# Mesoproterozoico
Il Mesoproterozoico  è la seconda era geologica delle tre che compongono il Proterozoico e che si estese fra gli 1,6 e 1 miliardo di anni fa.

## Suddivisioni
La Commissione Internazionale di Stratigrafia riconosce per il Mesoproterozoico una suddivisione in tre periodi, ordinati dal più recente al più antico secondo il seguente schema:
| Era              | Periodo    | Milioni di anni | Eventi principali                    |
| ---------------- | ---------- | --------------- | ------------------------------------ |
| Mesoproterozoico | Steniano   | 1.200           | Formazione della Rodinia             |
| Mesoproterozoico | Ectasiano  | 1.400           | Possibili fossili di alghe rosse     |
| Mesoproterozoico | Calymmiano | 1.600           | Espansione dei depositi continentali |

## Elementi caratterizzanti
I principali eventi geologici furono la formazione del supercontinente Rodinia e la rottura del supercontinente Columbia.
Le stromatoliti, i primi reperti fossili formati dai cianobatteri, raggiunsero la massima diversificazione e il loro picco massimo verso i 1.300 milioni di anni fa.
Ebbe inizio l'evoluzione della riproduzione sessuale, probabilmente prima di organismi unicellulari, (Protista e Fungi), poi di organismi pluricellulari semplici.